# Велоспорт на Європейських іграх 2023
Змагання з велоспорту на Європейських іграх 2023 року пройшли 21, 22 та 25 червня 2023 року в польських містах Криниця-Здруй та Крешовиці. Змагання пройшли у дисциплінах маунтінбайк та BMX-фрістайл. Участь взяли 178 спортсменів з 29 країн.

## Медальний залік
*   Країна-господарка ( Польща)
| Місце               | Країна                | Золото | Срібло | Бронза | Загалом |
| ------------------- | --------------------- | ------ | ------ | ------ | ------- |
| 1                   | Велика Британія (GBR) | 1      | 0      | 1      | 2       |
| 2                   | Румунія (ROU)         | 1      | 0      | 0      | 1       |
| 2                   | Нідерланди (NED)      | 1      | 0      | 0      | 1       |
| 2                   | Чехія (CZE)           | 1      | 0      | 0      | 1       |
| 5                   | Франція (FRA)         | 0      | 1      | 1      | 2       |
| 5                   | Швейцарія (SUI)       | 0      | 1      | 1      | 2       |
| 7                   | Німеччина (GER)       | 0      | 1      | 0      | 1       |
| 7                   | Австрія (AUT)         | 0      | 1      | 0      | 1       |
| 9                   | Італія (ITA)          | 0      | 0      | 1      | 1       |
| Загалом (9 збірних) | Загалом (9 збірних)   | 4      | 4      | 4      | 12      |

## Результати

### Маунтінбайк
| Event    | Золото             | Срібло                   | Бронза            |
| -------- | ------------------ | ------------------------ | ----------------- |
| Чоловіки | Влад Доскалу (ROU) | Ларс Форстер (SUI)       | Лука Браїдо (ITA) |
| Жінки    | Пук П'єтерс (NED)  | Мона Міттерволлнер (AUT) | Зіна Фрай (SUI)   |

### BMX-фрістайл
| Event    | Золото                 | Срібло                | Бронза             |
| -------- | ---------------------- | --------------------- | ------------------ |
| Чоловіки | Кіран Рейллі (GBR)     | Ентоні Джинджин (FRA) | Деклан Брукс (GBR) |
| Жінки    | Івета Мікулічова (CZE) | Кім Леа Мюллер (GER)  | Лорі Перес (FRA)   |